# Gary Winick
Gary Scott Winick (New York, 31 marzo 1961 – New York, 27 febbraio 2011) è stato un regista e produttore cinematografico statunitense.

## Biografia
Nato a New York City, figlio dell'avvocato Alan Winick e di sua moglie Penny, effettuò gli studi primari presso la Columbia Grammar and Preparatory School di Manhattan, diplomandosi nel 1979. Nel 1984 si laureò alla Tufts University e successivamente ottenne un master presso la University of Texas at Austin e al AFI Conservatory, divisione dell'American Film Institute.
Debuttò alla regia nel 1989 con il film horror Ora di sangue, seguito dal drammatico Voglia di vendetta, ma ottenne i primi riconoscimenti grazie al film Tadpole - Un giovane seduttore a New York, una commedia drammatica girata con una telecamera digitale in poco più di due settimane e costata 150.000 dollari, prodotta dalla compagnia InDigEnt (Independent Digital Entertainment) di cui Winick fu uno dei fondatori. Dopo aver vinto il premio alla regia al Sundance Film Festival 2002, la Miramax pagò 5 milioni di dollari per i diritti di distribuzione, aprendo a Winick le porte di Hollywood.
Nel 2004 girò il suo primo film ad alto budget, la commedia fantastica 30 anni in 1 secondo, con Jennifer Garner, mentre nel 2006 diresse La tela di Carlotta, basato su un racconto per bambini e remake in live action dell'omonimo film d'animazione del 1973.
Negli anni seguenti si alternò con la regia televisiva, dirigendo un episodio di Ugly Betty e l'episodio pilota di Lipstick Jungle, e la produzione di diversi film, tra cui Personal Velocity - Il momento giusto, per cui vinse il Premio John Cassavetes, Schegge di April, Le ragazze dei quartieri alti e molti altri.
Nel 2009 tornò alla regia cinematografica, dirigendo Kate Hudson e Anne Hathaway nella commedia Bride Wars - La mia migliore nemica, e l'anno successivo diresse Amanda Seyfried in Letters to Juliet.
Morì il 27 febbraio 2011 per una polmonite, dopo una lunga battaglia contro un tumore al cervello, all'età di 49 anni.

## Filmografia

### Regista

#### Cinema
- Ora di sangue (Curfew) (1989)
- Voglia di vendetta (Out of the Rain) (1991)
- Sweet Nothing (1995)
- The Tic Code (1998)
- Tadpole - Un giovane seduttore a New York (Tadpole) (2000)
- Sam the Man (2001)
- 30 anni in 1 secondo (13 Going on 30) (2004)
- La tela di Carlotta (Charlotte's Web) (2006)
- Bride Wars - La mia migliore nemica (Bride Wars) (2009)
- Letters to Juliet (2010)

#### Televisione
- Ugly Betty - serie TV, 1 episodio (2007)
- Lipstick Jungle - serie TV, 1 episodio (2008)

### Produttore
- Ten Tiny Love Stories, regia di Rodrigo García (2001)